# Mongolia na Zimowych Igrzyskach Olimpijskich 1980
Reprezentacja Mongolii na Zimowych Igrzyskach Olimpijskich 1980 w amerykańskim Lake Placid liczyła trzech zawodników - dwóch łyżwiarzy szybkich i jednego biegacza narciarskiego. Był to czwarty w historii start reprezentacji Mongolii na zimowych igrzyskach olimpijskich.

## Wyniki

### Biegi narciarskie

#### Bieg mężczyzn na 15 km
| Zawodnik            | Czas     | Miejsce | Źródło |
| ------------------- | -------- | ------- | ------ |
| Luwsandaszijn Dordż | 48:05.78 | 48.     | [ 1 ]  |

#### Bieg mężczyzn na 30 km
| Zawodnik            | Czas       | Miejsce | Źródło |
| ------------------- | ---------- | ------- | ------ |
| Luwsandaszijn Dordż | 1:53:52.24 | 52.     | [ 2 ]  |

#### Bieg mężczyzn na 50 km
| Zawodnik            | Czas       | Miejsce | Źródło |
| ------------------- | ---------- | ------- | ------ |
| Luwsandaszijn Dordż | 2:48:22.97 | 36.     | [ 3 ]  |

### Łyżwiarstwo szybkie

#### 500 metrów mężczyzn
| Zawodnik                | Czas  | Miejsce | Źródło |
| ----------------------- | ----- | ------- | ------ |
| Tömörbaataryn Njamdawaa | 42.21 | 35.     | [ 4 ]  |
| Dordżijn Cenddoo        | 41:68 | 34.     | [ 4 ]  |

#### 1000 metrów mężczyzn
| Zawodnik                | Czas    | Miejsce | Źródło |
| ----------------------- | ------- | ------- | ------ |
| Tömörbaataryn Njamdawaa | 1:24.84 | 37.     | [ 5 ]  |
| Dordżijn Cenddoo        | 1:27.00 | 38.     | [ 5 ]  |

#### 1500 metrów mężczyzn
| Zawodnik                | Czas    | Miejsce | Źródło |
| ----------------------- | ------- | ------- | ------ |
| Tömörbaataryn Njamdawaa | 2:19.30 | 31.     | [ 6 ]  |
| Dordżijn Cenddoo        | 2:19.30 | 35.     | [ 6 ]  |

#### 5000 metrów mężczyzn
| Zawodnik                | Czas    | Miejsce | Źródło |
| ----------------------- | ------- | ------- | ------ |
| Tömörbaataryn Njamdawaa | 8:07.68 | 29.     | [ 7 ]  |